# Lee Cronin (regista)
Lee Cronin (Dublino, 1º giugno 1973) è un regista, sceneggiatore e produttore cinematografico irlandese.

## Biografia
Viene notato dopo aver scritto e diretto il cortometraggio Ghost Train (2014) che gli è valso il Méliès d'argento. Nel 2019 esordisce sul grande schermo con il film Hole - L'abisso, che ha anche scritto.
Nel 2020 dirige due episodi della seconda stagione della serie 50 States of Fright; ciò gli permette di essere notato da Sam Raimi, che lo sceglie per scrivere e dirigere il reboot/sequel/spin-off del franchise de La casa: La casa - Il risveglio del male (2023).

## Filmografia

### Regista

#### Cinema

##### Lungometraggi
- Hole - L'abisso (2019)
- La casa - Il risveglio del male (2023)
- The Mummy (2026)[2]

##### Cortometraggi
- Wilbur & Anto (2004)
- Through the Night (2010)
- Billy & Chuck (2011)
- Ghost Train (2013)

#### Televisione
- The Masterplan – serie TV, 2 episodi (2011)
- 50 States of Fright – serie TV, 2 episodi (2020)

### Sceneggiatore

#### Cinema

##### Lungometraggi
- Hole - L'abisso (2019)
- La casa - Il risveglio del male (2023)
- The Mummy (2026)

##### Cortometraggi
- Wilbur & Anto (2004)
- Through the Night (2010)
- Billy & Chuck (2011)
- Ghost Train (2013)

#### Televisione
- The Masterplan – serie TV, 2 episodi (2011)

### Produttore

#### Cinema
- Wilbur & Anto (2004)